# Benefiziatenhaus (Apfeltrach)

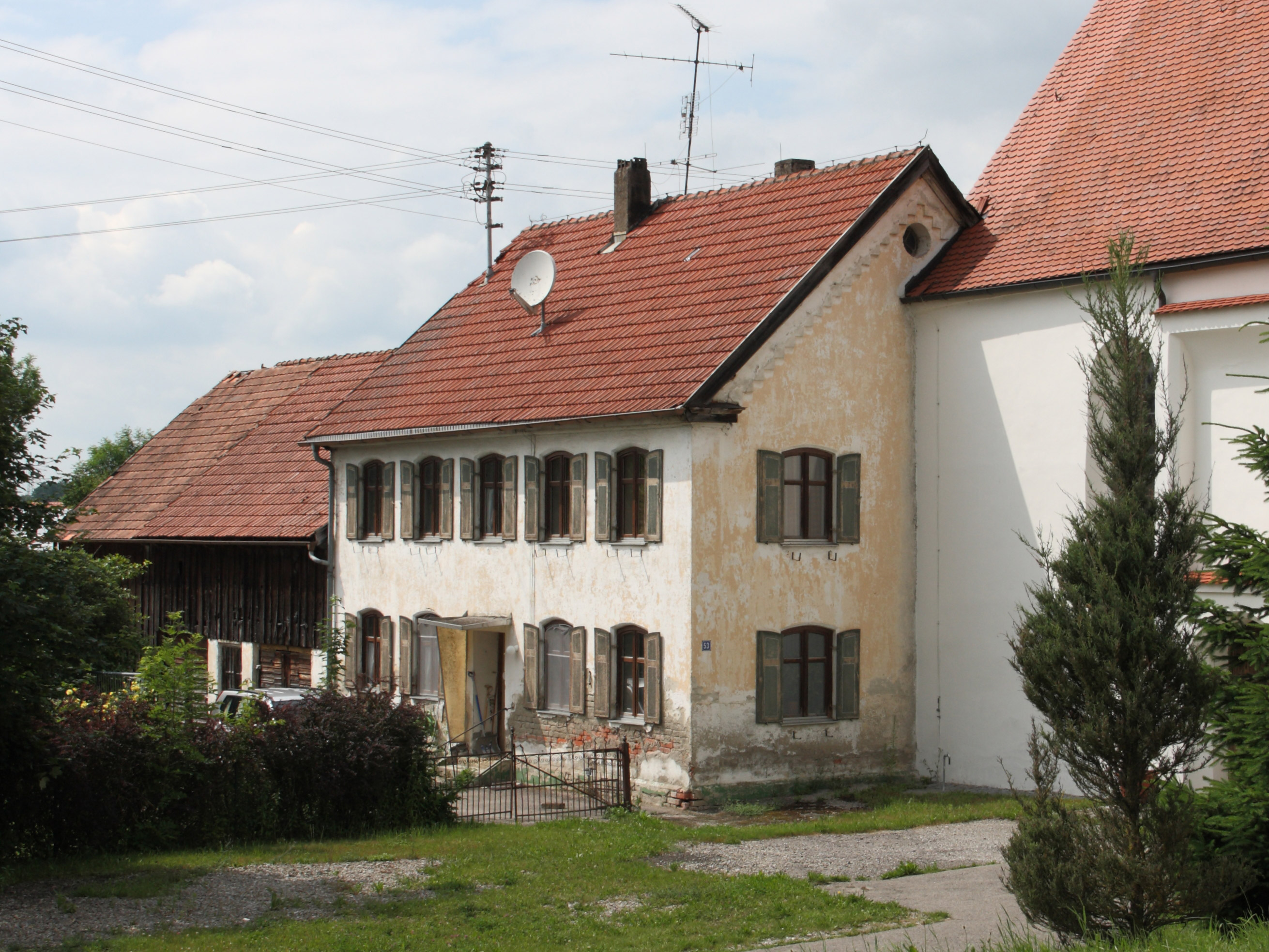
Ehemaliges Benefiziatenhaus in Apfeltrach

Das ehemalige Benefiziatenhaus in Apfeltrach, einer Gemeinde des Landkreises Unterallgäu, Bayern, wurde vor dem 18. Jahrhundert errichtet und 1720 repariert. Im 17. Jahrhundert diente das Gebäude als Wohnung des Obervogts. An Stelle des ursprünglichen Gebäudes wurde 1848 der bestehende denkmalgeschützte Neubau errichtet. Das zweigeschossige Gebäude mit Satteldach befindet sich unmittelbar südlich der Leonhardskirche, an welche es auch anstößt. Es besitzt gefaste Stichbogenfenster und an der östlichen Schmalseite Ecklisenen. Am Ostgiebel befindet sich ein Stuckfries. In der Mitte der aus fünf Achsen bestehenden südlichen Hauptfront erfolgt der Zugang zum Haus durch eine Stichbogentür. Das profilierte Traufgesims ist aus Holz gefertigt.